# Liste der Monuments historiques in Targon
Die Liste der Monuments historiques in Targon führt die Monuments historiques in der französischen Gemeinde Targon auf.

## Liste der Bauwerke
| Bezeichnung          | Beschreibung              | Standort | Kennzeichnung | Schutzstatus | Datum | Bild           |
| -------------------- | ------------------------- | -------- | ------------- | ------------ | ----- | -------------- |
| Kirche in Montarouch | Erbaut im 13. Jahrhundert | (Lage)   | PA00083849    | Inscrit      | 1925  | weitere Bilder |
| Kirche St-Romain     | Erbaut im 12. Jahrhundert | (Lage)   | PA00083848    | Inscrit      | 1925  | weitere Bilder |

## Liste der Objekte
| Bezeichnung | Beschreibung           | Standort                    | Kennzeichnung | Schutzstatus | Datum | Bild |
| ----------- | ---------------------- | --------------------------- | ------------- | ------------ | ----- | ---- |
| Glocke      | Bronze, 1517 gegossen  | in der Kirche ?             | PM33000820    | Classé       | 1942  |      |
| Grabplatte  | Stein, 16. Jahrhundert | Kirche in Montarouch (Lage) | PM33000821    | Classé       | 1977  |      |